# Josh Gray
Joshia «Josh» Gray ( Lake Charles, Luisiana, 9 de septiembre de 1993) es un baloncestista estadounidense que pertenece a la plantilla del Dorados de Chihuahua de la Liga Nacional de Baloncesto Profesional de México. Con 1,85 metros de estatura, juega en la posición de base.

## Trayectoria deportiva

### Universidad
Jugó una temporada con los Red Raiders de la Universidad Tecnológica de Texas, en la que promedió 9,3 puntos, 2,5 rebotes y 3,2 asistencias por partido, tras la cual solicitó ser transferido. Debido a la normativa de la NCAA, debía pasar un año fuera de la competición, por lo que se matriculó en el Junior College de Odessa, donde lideró las competiciones de todo el país promediando 34,7 puntos por partido.
Tras esa temporada, regresó a la NCAA de la mano de los Tigers de la Universidad Estatal de Luisiana, donde jugó dos temporadas más, en las que promedió 6,3 puntos, 2,8 asistencias y 2,1 rebotes por partido.

### Profesional
Tras no ser elegido en el Draft de la NBA de 2016, fue invitado por los Northern Arizona Suns a participar en su campus de preparación de la temporada, consiguiendo finalmente un puesto en el equipo. El 27 de noviembre consiguió su primer triple-doble como profesional, al lograr 24 puntos, 13 rebotes y 11 asistencias ante Sioux Falls Skyforce.
En 1 de febrero de 2018, tras la lesión de Isaiah Canaan, firmó un contrato por diez días con los Phoenix Suns de la NBA. Tras una buena actuación en un par de partidos, renovó por otros 10 días.
El 18 de agosto de 2018, los Changwon LG Sakers de la Korean Basketball League firman a Gray por una temporada.
El 25 de julio de 2019 firma un contrato de dos vías con los New Orleans Pelicans para jugar también con su filial de la G League los Erie Bayhawks. Donde ha promediado 22,5 puntos, 5,1 rebotes, 7,3 asistencias y 2,4 robos en 37 partidos, siendo el máximo anotador de la G League.
El 23 de noviembre de 2020, como parte de un traspaso múltiple, es enviado a Oklahoma City Thunder, pero el 1 de diciembre fue cortado. El 18 de diciembre firma con Indiana Pacers, pero fue cortado al día siguiente. Finalmente, el 11 de enero de 2021, se hace con un hueco en la plantilla de los Fort Wayne Mad Ants de la G League.
El 25 de octubre de 2021, Gray fue incluido en la lista de la pretemporada de los Long Island Nets.
El 9 de noviembre de 2022, firma por el Lokomotiv Kuban de la VTB League, con el que disputa 5 partidos.
El 27 de enero de 2023, firmó hasta el final de la temporada con el Real Betis Baloncesto de la liga ACB.
[actualizar]
En junio de 2025 se une a los Dorados de Chihuahua de la Liga Nacional de Baloncesto Profesional de México.

## Selección nacional
Gray jugó para la selección de baloncesto de Estados Unidos en noviembre de 2021, en el marco de la primera ventana de la clasificación de FIBA Américas para la Copa Mundial de Baloncesto de 2023.

## Estadísticas de su carrera en la NBA

### Temporada regular
| Año     | Equipo      | PJ | PT | MPP  | %TC  | %3P  | %TL  | RPP | APP | ROB | TPP | PPP |
| ------- | ----------- | -- | -- | ---- | ---- | ---- | ---- | --- | --- | --- | --- | --- |
| 2017-18 | Phoenix     | 5  | 0  | 17.2 | .268 | .231 | .636 | 2.0 | 2.4 | 1.6 | .4  | 6.4 |
| 2019-20 | New Orleans | 2  | 0  | 11.5 | .500 | -    | -    | 1.0 | 1.0 | .0  | .0  | 1.0 |
| Total   | Total       | 7  | 0  | 15.6 | .279 | .231 | .636 | 1.7 | 2.0 | 1.1 | .3  | 4.9 |